# Hochwasser in Würzburg

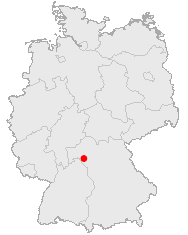
Lage der Stadt Würzburg in Deutschland

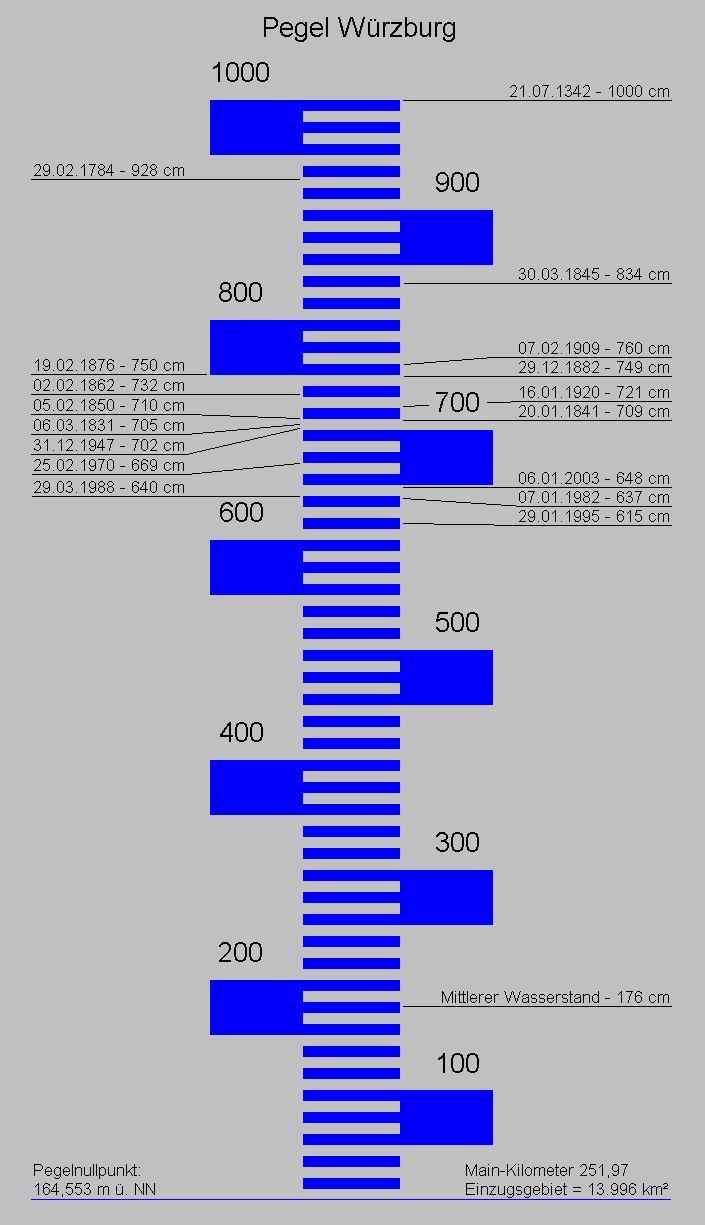
Hochwasserereignisse am Pegel Würzburg bis 2003

Hochwasser in Würzburg treten beinahe jährlich auf. Der Main kann dabei nach langanhaltenden Niederschlägen oder nach der Schneeschmelze hohe Wasserstände erreichen. Bei einem Jahrhundert-Hochwasser reicht der Main in Würzburg bis an das Rathaus und überflutet eine Altstadtfläche von etwa 25 Hektar; das Wasser kann sogar fast bis zum Dom hinaufgelangen. Die Stadtverwaltung hat 1971 mit der Errichtung eines Hochwasserschutzes, bemessen für ein 100-jährliches Hochwasser, begonnen. 2008 wurde er fertiggestellt.

## Hochwasserentwicklung

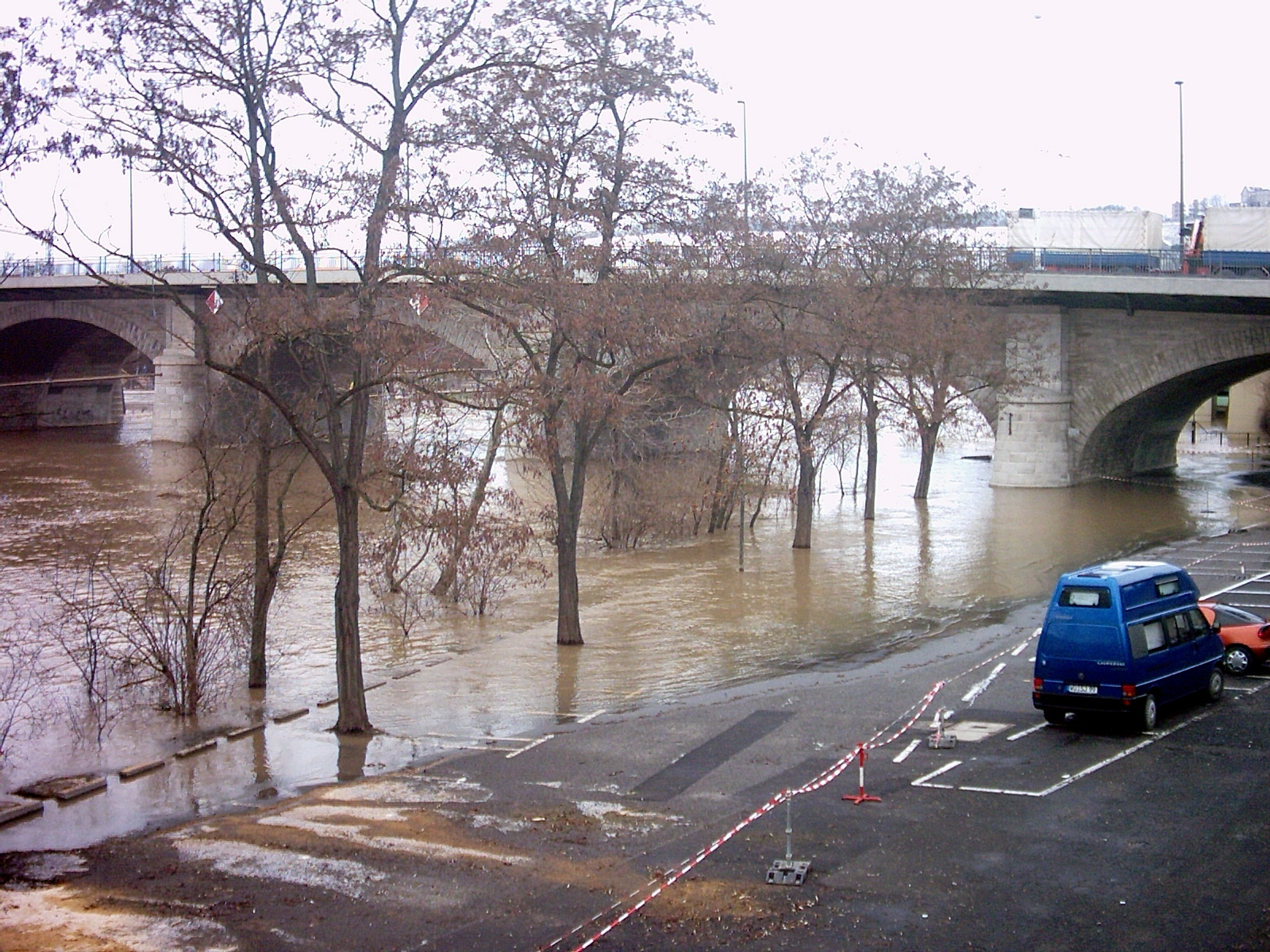
Kleines Hochwasser im Jahr 2005

Der Main lässt sich ab Mündung der Regnitz in mehrere Abschnitte unterteilen, in denen die Hochwasser etwa gleichbleibende Abflüsse haben. Der erste Abschnitt endet bei der Einmündung der Fränkischen Saale in Gemünden am Main. Der zweite erstreckt sich von der Fränkischen Saale bis zur Taubermündung, der dritte von der Tauber- bis zur Kinzigmündung, der vierte von der Kinzig- bis zur Niddamündung und der letzte von dort bis zur Mündung des Mains in den Rhein in Mainz. Würzburg liegt im ersten Abschnitt, wo auf einer Fließstrecke von beinahe 200 Kilometern keine größeren Nebenflüsse gegeben sind.
Die Hochwasser in Würzburg werden überwiegend durch die Abflüsse des Mains oberhalb der Regnitzmündung und der Regnitz geprägt. Eine nach dem Zusammenfluss aufgebaute Hochwasserwelle erreicht etwa 36 Stunden später Würzburg. Diese Hochwasserwelle kann durch Zwischengebietseinflüsse verändert werden. Pegelstände über 7 Meter werden als Hochwasser wahrgenommen.
Der Main kann dem sogenannten pluvio-nivalen Abflussregime zugerechnet werden. Dieses ist typisch für Mittelgebirgsregionen. Der Main ist geprägt durch ein sommerliches Minimum und zwei winterliche Maxima. Das erste Wintermaximum wird durch Niederschläge am Winteranfang im November/Dezember hervorgerufen. Zu diesem Hochwassertyp zählen die Ereignisse von 1882.
In den Mittelgebirgen werden dann im Hochwinter die Niederschläge in Form von Schnee gebunden. In der frühjährlichen Tauperiode im Februar/März fließt dieser gebundene Schnee ab. Durch das Zusammentreffen mit Frühlingsniederschlägen kann dieses zweite Maximum besonders stark ausfallen, wie 1784 und 1845. Verstärkend kommt dann noch hinzu, dass der Untergrund entweder gefroren oder wassergesättigt und somit nicht aufnahmefähig ist.
Infolge von vermehrten Warmlufteinbrüchen im Winter, die die Schneedecke schon im Hochwinter abschmelzen lassen, bildet sich dann oft nur ein einziges, dafür aber ein breites Abflussmaximum. Die Wasserstände können sich durch den sogenannten Eisstand in wenigen Tagen beträchtlich erhöhen, ohne dass in diesem Zeitraum Niederschlag gefallen ist. Diese Hochwasser werden überwiegend durch Westwetterlagen, die häufigste Großwetterlage Deutschlands, verursacht. Ausführlichere Informationen über die Eisverhältnisse des Mains in Würzburg siehe Pegel Würzburg.
Seltener treten extreme Hochwasser, wie 1342, im Sommer auf. Diese Hochwasser werden nach tagelangem Regen auf bereits gesättigten Böden ausgelöst.

## Quellenlage

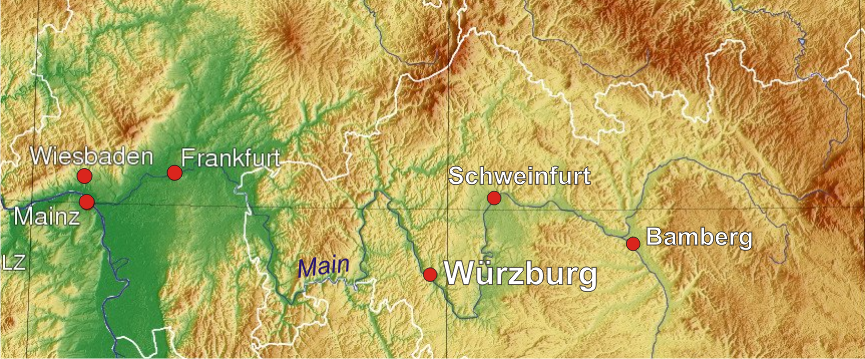
Lage der Stadt Würzburg im Bezug zum Main

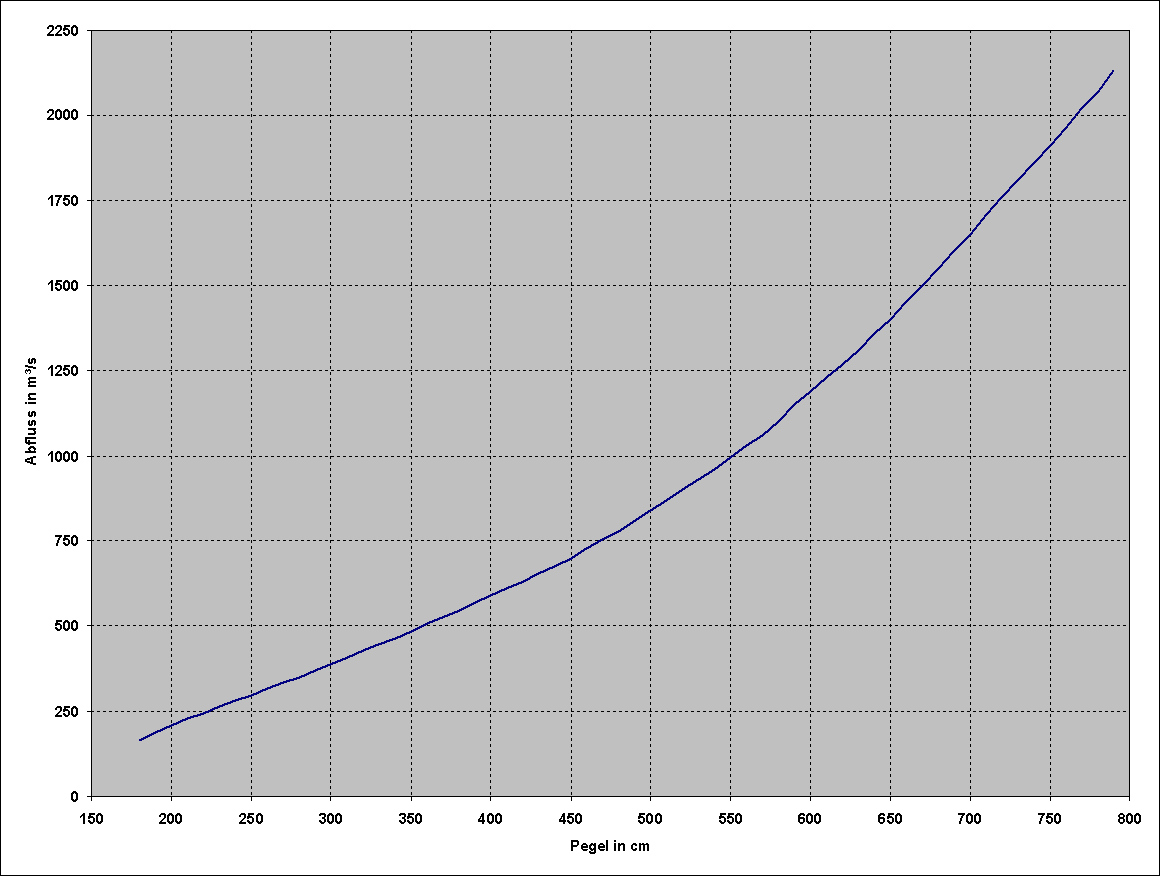
Abflusskurve des Main in Würzburg, zur Umrechnung der Wasserstände in Abflüsse

## Hochwasserstände

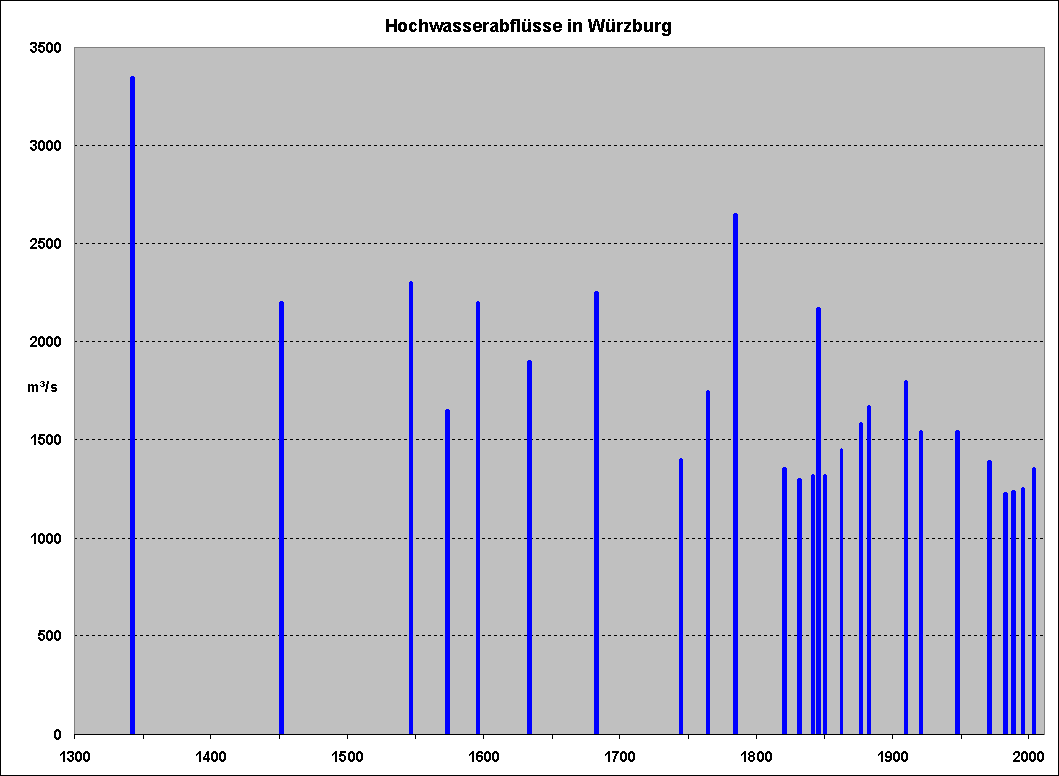
Hochwasserabflüsse

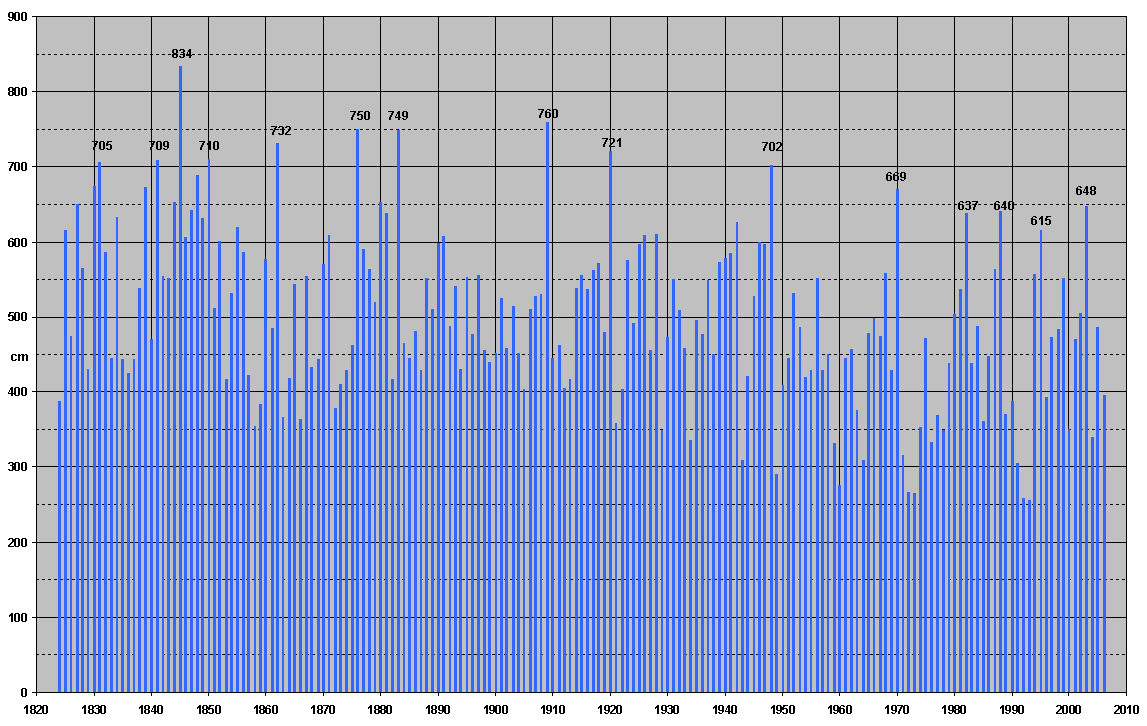
Wasserhöchststände seit 1823 im Abflussjahr vom 1. November bis zum 30. Oktober des nächsten Jahres.

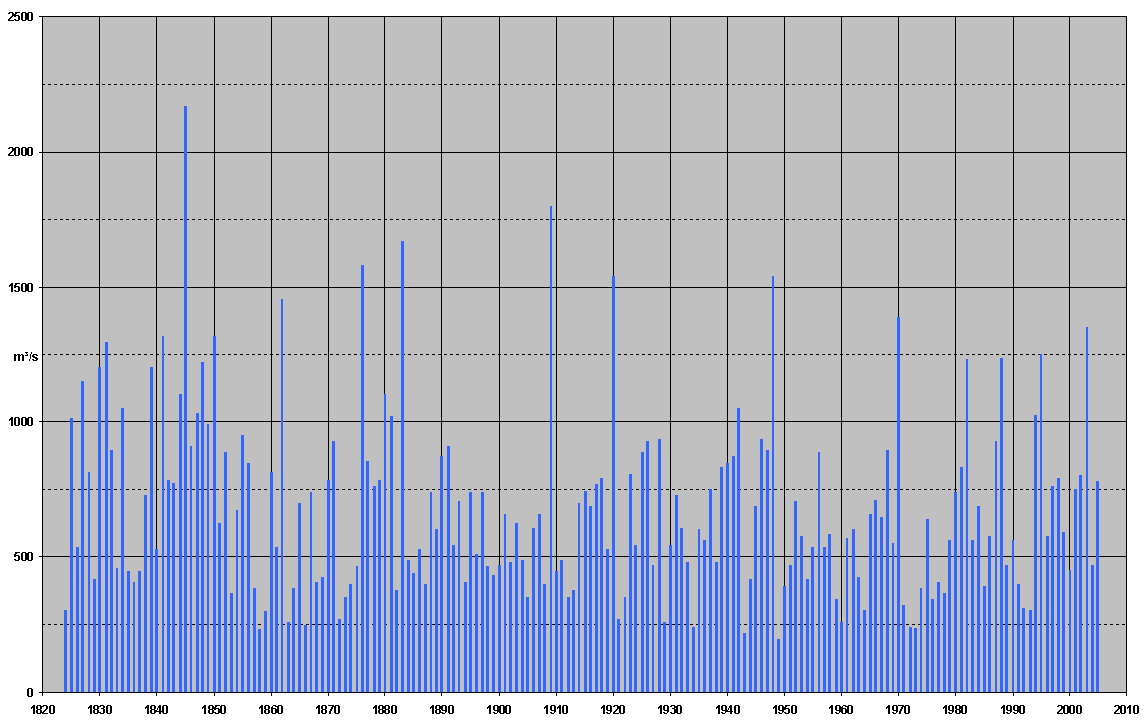
Höchste Abflüsse seit 1823 im Abflussjahr vom 1. November bis zum 30. Oktober des nächsten Jahres.

### Juli 1342

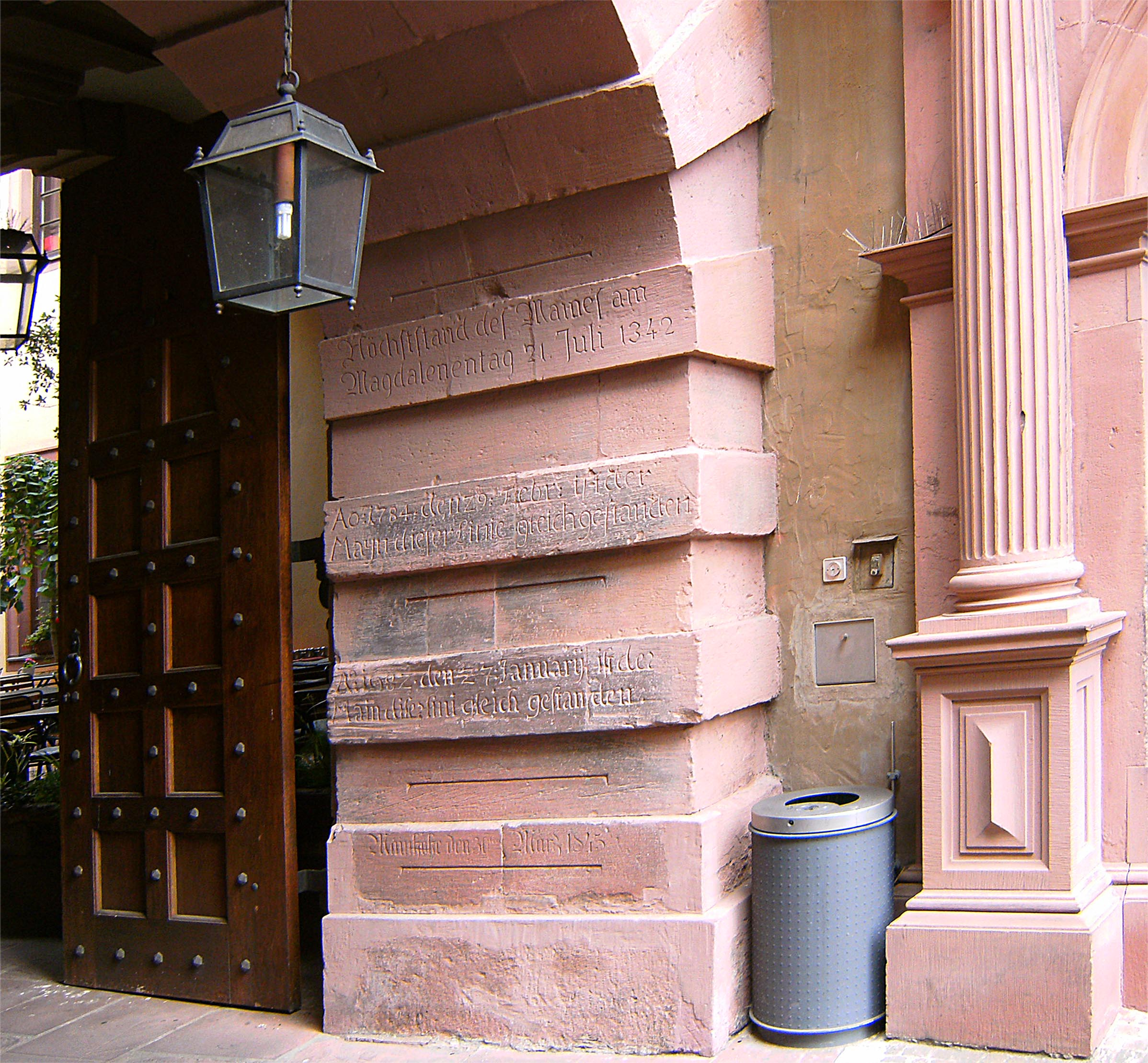
Hochwassermarken am Eingang zum Grafeneckart, dem Rathaus von Würzburg. Höchstmarke 1342.

### Februar 1784

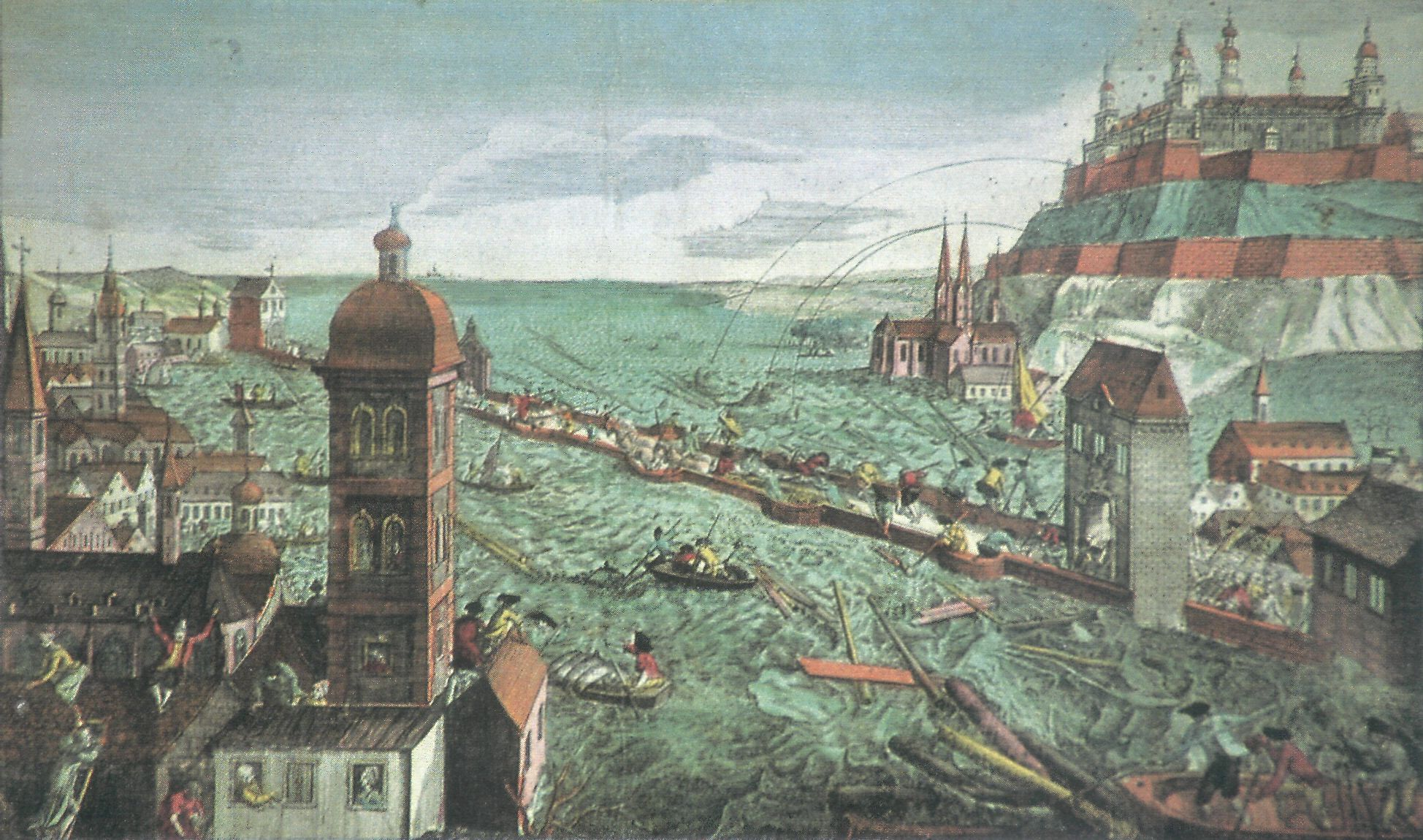
Hochwasser in Würzburg